# Tidekanal

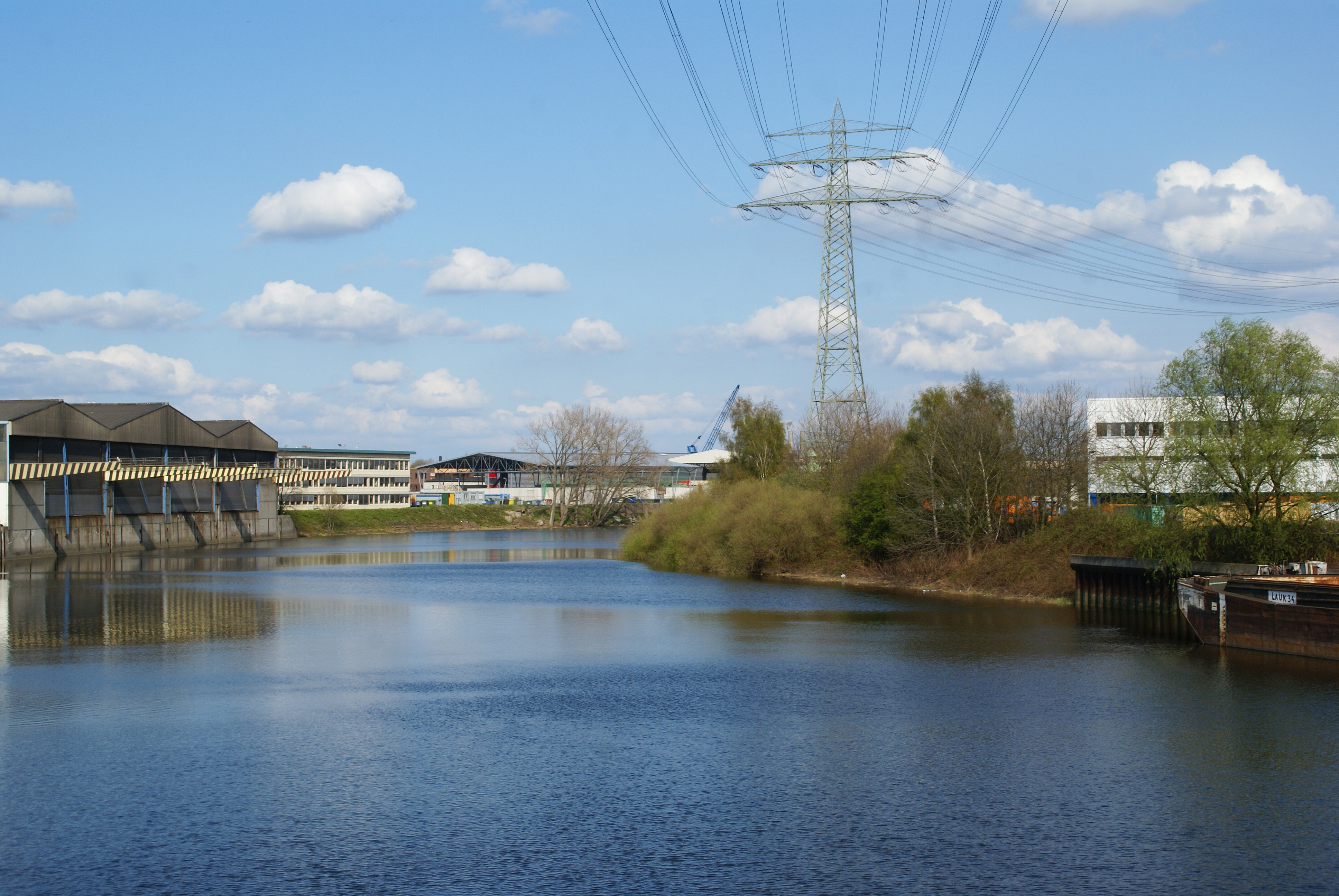
Tidekanal, Blick von der Bredowbrücke

Karte des südlichen Teils des Industriegebiets Billbrook/Rothenburgsort mit dem Tidekanal

Der Tidekanal ist ein Kanal im Hamburger Stadtteil Billbrook. Er ist 2600 Meter lang und durchgängig 70 Meter breit. Der Kanal dient der Erschließung des östlichsten Teils des Industriegebiets Billbrook/Rothenburgsort.
Der Kanal zweigt vom Moorfleeter Kanal in nordöstlicher Richtung ab (Lage). Nach 200 Metern unterquert er die Halskebrücke, nach weiteren 80 Metern die Bahnstrecke Berlin–Hamburg und die Strecke der S-Bahn Hamburg nach Bergedorf. Nach 280 Metern kommt mit der Bredowbrücke die dritte Kanalquerung. Danach beginnt eine Kurve, die den Kanal in ostsüdöstliche Richtung bringt. Am Scheitelpunkt der Kurve, insgesamt nach 980 Metern, zweigt der Industriekanal nach Süden ab. Danach verläuft der Kanal noch 1620 Meter parallel zum nördlich liegenden Billbrookkanal, zu dem aber keine Verbindung besteht, und unterquert die Tidekanalbrücke, über die die Moorfleeter Straße verläuft. Der Tidekanal endet in einem Wendebecken (Lage).
Der Moorfleeter Kanal ist eine Landeswasserstraße und gehört zum Hafennutzungsgebiet des Hamburger Hafens. Er ist Teil des Tidehafens und fällt während des Niedrigwassers vom Wendebecken bis zur Bredowbrücke trocken.

## Nachweise
1. ↑  Geoportal Hamburg, abgerufen am 5. April 2019
2. ↑  Hamburgisches Wassergesetz (HWaG) in der Fassung vom 29. März 2005, abgerufen am 14. April 2019
3. ↑  Hafenentwicklungsgesetz vom 25. Januar 1982, Anlage 2: Grenzbeschreibung, abgerufen am 5. April 2019

- Karte mit allen Koordinaten:
- OSM |
- WikiMap